# Ophelia (Schiff)
Die Ophelia war ein deutsches Hospitalschiff. Sie wurde während des Ersten Weltkriegs von Großbritannien als Prise genommen.

## Geschichte
Das Stückgutschiff wurde 1911/12 von der Flensburger Schiffbau-Gesellschaft für die Hamburger Reederei A. Kirsten gebaut und wurde von 1912 bis zum Beginn des Ersten Weltkriegs auf Kirstens Hamburg-London-Linie eingesetzt. Bei Kriegsbeginn wurde das Schiff von der Marine gechartert und zum Hospitalschiff umgebaut. Am 17. Oktober 1914 lief die Ophelia zu einer Suchaktion nach dem Seegefecht vor Texel aus und wurde am Folgetag vom britischen Zerstörer Meteor als Prise genommen.
Von britischer Seite wurde die Aussendung verschlüsselten Funkverkehrs und das Überbordwerfen von Schiffspapieren vor der Kontrolle durch das britische Kriegsschiff, die hohe Anzahl von Signalpistolen an Bord des Schiffes und die bei Kriegsanfang noch nicht übermittelte Rolle der Ophelia als Hospitalschiff als Gründe für die Prisennahme angegeben. Die deutsche Seite protestierte und beharrte auf dem Status der Ophelia als Hospitalschiff, ein britisches Prisengericht sprach das Schiff jedoch den Briten zu. Großbritannien benannte das Schiff in Huntley um und nutzte es zum Treibstofftransport von Portishead nach Boulogne. Am 21. Dezember 1915 torpedierte das deutsche U-Boot UB 10 die Huntley unweit des Feuerschiffs von Boulogne, wobei das Schiff sank und zwei Besatzungsmitglieder ums Leben kamen.